# Cobb County
Cobb County är ett administrativt område i delstaten Georgia, USA, med 663 818 invånare. Den administrativa huvudorten (county seat) är Marietta. Bland andra städer finns Acworth. Countyt har fått sitt namn efter senator Thomas W. Cobb.

## Geografi
Enligt United States Census Bureau så har countyt en total area på 892 km². 881 km² av den arean är land och 11 km² är vatten.

### Angränsande countyn
- Cherokee County, Georgien - nord
- Fulton County, Georgia - öster, sydost
- Douglas County, Georgia - sydväst
- Paulding County, Georgia - väst
- Bartow County, Georgia - nordväst